# Mariam Jack Denton
Mariam Jack Denton, née le 29 décembre 1955, est une femme d'État gambienne. Membre du Parti démocratique unifié (PDU), elle est présidente de l'Assemblée nationale de 2017 à 2022.

## Biographie
Elle est la fille de Sir Alieu S. Jack, le premier président du Parlement de la République de Gambie, entre 1962 et 1972. Elle est la première Gambienne à devenir avocate.
Sous le régime autoritaire de Yahya Jammeh, elle est plusieurs fois inquiétée. Entre le 6 avril et le 24 juillet 2006, elle est arrêtée puis détenue sans inculpation. Elle est finalement accusée de dissimulation et de trahison à la suite d'une tentative supposée de coup d'État.
Début 2017, elle est nommée députée par le nouveau président Adama Barrow (au sein de l'Assemblée, cinq députés sont nommés par le chef de l'État et les 53 autres sont élus) puis élue par ses pairs présidente de l'Assemblée nationale. Elle prête serment le 11 avril devant le président de la Cour suprême, Hassan Jallow. Elle est la deuxième femme (après Belinda Bidwell, mais en tant que vice-présidente) à occuper cette fonction (lors de son élection, elle fait partie des six femmes députées),.